# Pelicinus deelemanae
Espèce
Pelicinus deelemanae est une espèce d'araignées aranéomorphes de la famille des Oonopidae.

## Distribution
Cette espèce est endémique de la province de Prachuap Khiri Khan en Thaïlande,. Elle se rencontre dans le parc national de Khao Sam Roi Yot.

## Description
Le mâle holotype mesure 1,85 mm et la femelle paratype 1,67 mm.

## Étymologie
Cette espèce est nommée en l'honneur de Christa Laetitia Deeleman-Reinhold.

## Publication originale
- Platnick, Dupérré, Ott, Baehr & Kranz-Baltensperger, 2012 : The Goblin Spider Genus Pelicinus (Araneae, Oonopidae), Part 1. American Museum Novitates, no 3741, p. 1-43 (texte intégral).